# Menezes
Menezes ist ein spanischer und portugiesischer Familienname.

## Namensträger
- Ademir de Menezes (1922–1996), brasilianischer Fußballspieler
- Adolpho Justo Bezerra de Menezes (1910–1990), brasilianischer Diplomat
- Aleixo de Menezes (1559–1617), portugiesischer Geistlicher, Erzbischof von Braga und spanischer Vizekönig
- Alfred Menezes (* 1965), kanadischer Kryptograph und Mathematiker
- Ana Lúcia Menezes (1975–2021), brasilianische Synchronsprecherin und Schauspielerin
- António de Menezes (1891–1961), portugiesischer Fechter
- Ayres de Menezes (1889–1946), são-toméischer Arzt und politischer Aktivist
- Benedicto de Moraes Menezes (1906–1944), brasilianischer Fußballspieler
- Carlos de Menezes Júnior (* 1999), brasilianischer Fußballspieler
- Carlos Azevedo de Menezes (1863–1928), portugiesischer Botaniker
- Darci Menezes (* 1949), brasilianischer Fußballspieler
- Enílton Menezes Miranda (* 1977), brasilianischer Fußballspieler
- Felipe Menezes (* 1988), brasilianischer Fußballspieler
- Fernão Teles de Menezes († 1605), portugiesischer Adliger, Militär und Verwaltungsbeamter
- Fradique de Menezes (* 1942), são-toméischer Politiker, Präsident 2001 bis 2011
- Francisco Ribeiro de Menezes (* 1965), portugiesischer Diplomat, Musiker und Liedtexter
- Glória Menezes (* 1934), brasilianische Schauspielerin
- Gustavo Menezes (* 1994), US-amerikanischer Automobilrennfahrer
- Henrique de Menezes († 1526), portugiesischer Militär, 7. Generalgouverneur von Portugiesisch-Indien
- Holdemar Menezes (1921–1996), brasilianischer Schriftsteller
- Ignatius Menezes (* 1936), indischer Priester, Bischof von Ajmer
- Jean Charles de Menezes (1978–2005), brasilianisches Opfer eines Terroreinsatzes
- João Menezes (* 1996), brasilianischer Tennisspieler
- Josafá Menezes da Silva (* 1959), brasilianischer Geistlicher, Erzbischof von Aracaju
- Jorge de Menezes (um 1498–1537), portugiesischer Seefahrer, siehe Jorge de Meneses
- Leonore Teles de Menezes (um 1340–1386), portugiesische Adlige
- Luiz Menezes (1897–??), brasilianischer Fußballspieler
- Mano Menezes (* 1962), brasilianischer Fußballtrainer
- Manuel Azancot de Menezes, osttimoresischer Politiker und Hochschullehrer
- Margareth Menezes (* 1962), brasilianische Sängerin
- Marta de Menezes (* 1975), portugiesische Künstlerin und Kuratorin
- Mauro Menezes (* 1963), brasilianischer Tennisspieler
- Nélia Soares Menezes, osttimoresische Politikerin
- Paulo Menezes (Kameramann) (* 1977), portugiesischer Kameramann
- Paulo Menezes (Fußballtrainer) (* 1978), portugiesischer Fußballtrainer
- Paulo Menezes (* 1982), brasilianischer Fußballspieler, siehe Paulinho (Fußballspieler, 1982)
- Pedro José Ribeiro de Menezes (* 1939), portugiesischer Diplomat
- Ramon Menezes (* 1972), brasilianischer Fußballspieler
- Rozario Menezes (* 1969), indischer Ordensgeistlicher, Bischof von Lae
- Sarah Menezes (* 1990), brasilianische Judoka
- Simone Menezes (* 1977), italienisch-brasilianische Dirigentin
- Sueli Menezes (* 1968), brasilianische Schriftstellerin, Übersetzerin und Schmuckdesignerin
- Thaísa Menezes (* 1987), brasilianische Volleyballspielerin
- Timothy Menezes (* 1970), britischer Geistlicher, Weihbischof in Birmingham
- Tony Menezes (* 1974), kanadischer Fußballspieler
- Valeska Menezes (* 1976), brasilianische Volleyballspielerin
- Vítor Agnaldo de Menezes (* 1968), brasilianischer Geistlicher, Erzbischof von Vitória da Conquista
- Wallace Menezes dos Santos (* 1998), brasilianischer Fußballspieler
- Winnibald Joseph Menezes (1916–2002), indischer Geistlicher, Weihbischof in Bombay